# Novos Poemas
Novos Poemas (em alemão:  Neue Gedichte) é uma coleção de dois poemas escritos pelo poeta e romancista boêmio-austríaco Rainer Maria Rilke (1875–1926). O primeiro volume, dedicado a Elisabeth e Karl von der Heydt, foi composto de 1902 a 1907 e foi publicado no mesmo ano pela Insel Verlag em Leipzig. O segundo volume (Novos Poemas: A Outra Parte), dedicado a Auguste Rodin, foi concluído em 1908 e publicado pela mesma editora. Com exceção de oito poemas escritos em Cápri, Rilke compôs a maioria deles em Paris e Meudon. No início de cada volume, colocou, respectivamente, Früher Apollo (Apolo Antigo) e Archaïscher Torso Apolo (Arcaico Torso de Apolo), poemas sobre esculturas do poeta-Deus.
Esses poemas, muitos deles sonetos, geralmente são intensamente focados no visual. Eles mostram Rilke ciente do mundo objetivo e das pessoas entre as quais ele vive. Os poemas são surpreendentemente concentrados: curtos e compactando uma profundidade de experiência em uma pequena bússola. Ele os chamou de Dinggedichte, que traduzido literalmente significa "Poemas-Coisas", com a intenção de revelar tanto que os poemas eram sobre "coisas" e que os poemas haviam se tornado, tão concentrados e inteiros em si mesmos, eles eram coisas (objetos poéticos).
Juntamente com Os Cadernos de Malte Laurids Brigge, a coleção é considerada a principal obra de seu período intermediário, que se destaca claramente da obra anterior e posterior. Marca uma mudança da poesia emotiva da subjetividade e interioridade extáticas, que domina um pouco O Livro das Horas, em três partes, para a linguagem objetiva do Dinggedicte. Com essa nova orientação poética, influenciada pelas artes visuais e, principalmente, por Rodin, Rilke passou a ser considerado um dos poetas mais importantes do modernismo literário.

## Contexto

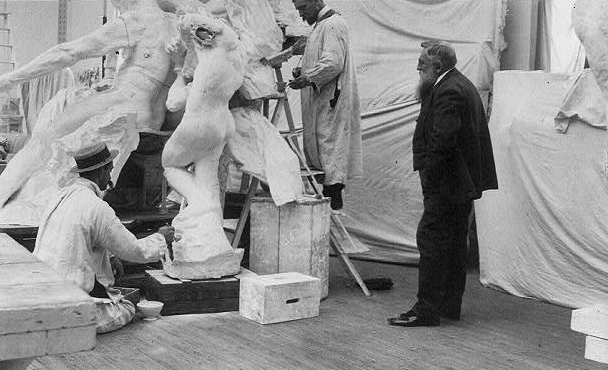
Rodin no estúdio, 1905

Como a coleção carece de um significado coeso e de um conceito central abrangente, não é um ciclo de poemas no sentido estrito. Por outro lado, não se pode concluir que seja uma compilação arbitrária, porque, apesar da grande diversidade de formas e gêneros, tudo é permeado por um princípio formal coerente — o aspecto "essencial" do discurso lírico, que está vinculado à experiência de realidade observada.
O Dinglyrik ("coisa lírica") dos parnasianos até Eduard Mörike e Conrad Ferdinand Meyer não tinha sido orientado para a música, como na poesia romântica, mas nas artes visuais. Este ponto de referência também é perceptível nos poemas de Rilke. Primeiramente na figura imponente do escultor Auguste Rodin (sobre quem Rilke escreveu uma monografia enquanto atuava como secretária particular), e mais tarde no encontro de Rilke com o trabalho de Paul Cézanne, na exposição Paris Cézanne de 1907.

## Crise de origem e idioma

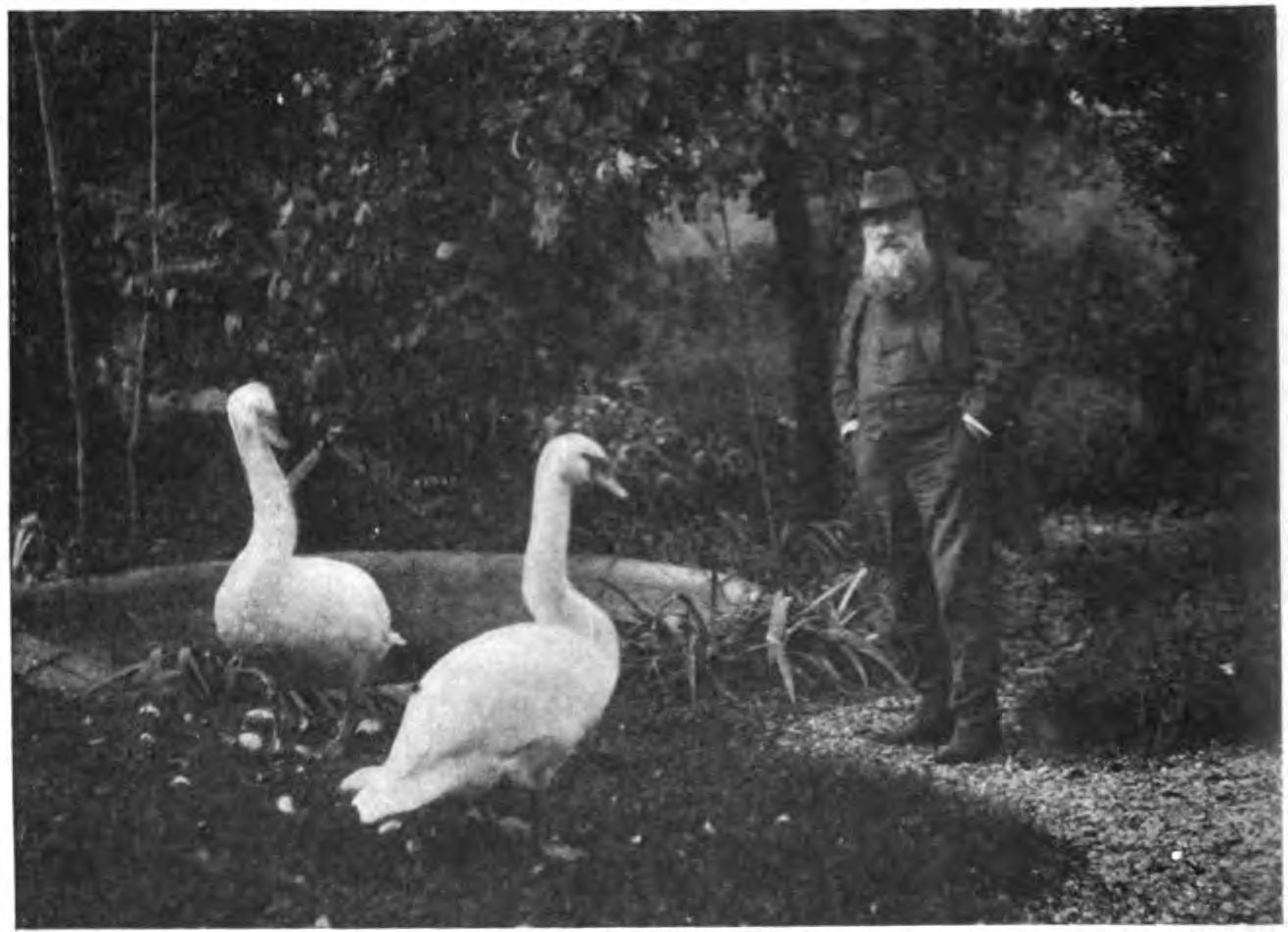
Rodin em Meudon, onde Rilke trabalhou como secretário

Os poemas refletem as impressões de Rilke sobre seu ambiente e experiências, que ele às vezes confidenciou a Lou Andreas-Salomé ou Clara Westhoff em numerosas cartas com grande riqueza de detalhes. Eles também descrevem suas próprias influências nos objetos da arte orientada para a realidade. Os poemas também estão no final de um longo processo de desenvolvimento: um ano depois de concluir a monografia de Rodin, ele disse a Lou Andreas-Salomé como desesperadamente estava procurando uma base artesanal para sua arte, uma ferramenta que daria a sua é a solidez necessária. Ele excluiu duas possibilidades: o novo ofício não deveria ser o ofício da própria linguagem, mas uma tentativa de "encontrar uma melhor compreensão da vida interior". Da mesma forma, o modo humanístico de educação que Hugo von Hofmannsthal adotara, a fundação "para buscar uma cultura bem herdada e crescente" não lhe agradava. O ofício poético deveria estar vendo a si mesmo, a capacidade de "ver melhor, olhar com mais paciência, com mais imersão".
Rilke estava fascinado pela precisão artesanal e pela concentração no assunto, uma maneira de trabalhar que ele observava frequentemente com Rodin. A natureza formal da arte e a oportunidade de mostrar com ela a superfície de um objeto, deixando ao mesmo tempo sua essência para a imaginação, refletiram-se nos dois volumes de poesia.
Ele descreveu Rodin para Lou Andreas-Salomé como um velho solitário, "afundado em si mesmo, cheio de seiva como uma velha árvore no outono". Rodin dera a seu coração "profundidade e sua batida vem de longe como se fosse um centro de montanha". Para Rilke, a verdadeira descoberta de Rodin foi a liberação de superfícies, bem como a modelagem aparentemente não intencional da escultura a partir das formas assim liberadas. Ele descreveu como Rodin não seguiu um conceito principal, mas projetou com maestria os menores elementos, de acordo com seu próprio desenvolvimento.

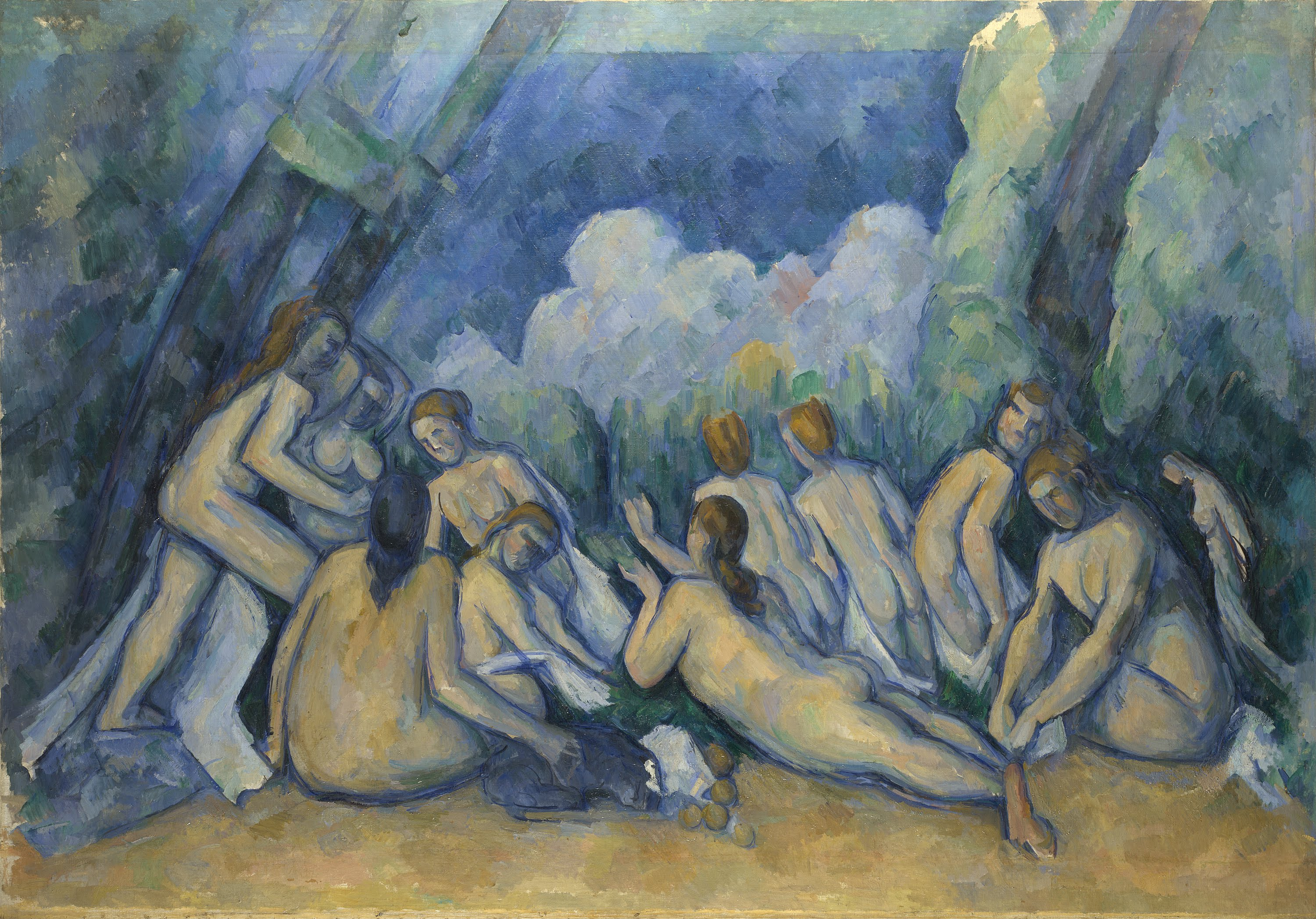
Os Banhistas de Paul Cézanne. Rilke viu essa pintura na retrospectiva de Paris de 1907

Enquanto Rodin se fechava ao que não era importante, ele estava aberto à realidade, onde "animais e pessoas [...] o tocam como coisas". Como um amante continuamente receptivo, nada lhe escapa e, como artesão, ele tem um "modo de olhar" concentrado. Não há nada "incerto para ele em um objeto que o serve como modelo. [...] O objeto é definido, o objeto de arte deve ser ainda mais definido, retirado de todo o acaso e removido de toda ambiguidade, levantado fora do tempo e dado ao espaço, tornou-se permanente, capaz da eternidade. O modelo parece, o objeto de arte é".
Assim como Rilke descobriu a paisagem "como o idioma de suas confissões" em Worpswede e aprendeu a "língua das mãos" com Rodin, Cézanne também o levou ao reino das cores. A percepção de cores especial que Rilke desenvolvido em França é ilustrada em seu famoso Blaue Hortensie (Hydrangea Azul) soneto, no qual ele mostra, de uma maneira quase individual, a interação entre o aparecimento de cores vivas.
A vez de Rilke no visual é uma evidência de baixa confiança na linguagem e está relacionada à crise linguística da modernidade, como exemplificado pela carta de Hofmannsthal em Chandos, na qual ele aborda as razões de um profundo ceticismo sobre a linguagem. A linguagem, segundo Rilke, oferece "alicates muito ásperos" para penetrar na alma; a palavra não pode ser "o sinal externo" para "nossa vida real". Por mais que admirasse Hofmannsthal, Rilke também distinguia entre uma linguagem poética e metafórica das coisas e uma linguagem concebida de maneira abstrata e racional.

## Traduções
Em 2013, a Copper Canyon Press publicou Rilke: New Poems, uma edição bilíngue de Novos Poemas, traduzida para o inglês por Joseph Cadora e contendo um breve comentário sobre cada poema.